# Clément Beaud
Clément Beaud (7 dicembre 1980) è un ex calciatore camerunese, di ruolo centrocampista.

## Carriera

### Club
Ha giocato nella prima divisione camerunese, in quella polacca ed in quella lituana. Con i lituani del Vėtra ha inoltre giocato anche 4 partite in Intertoto.

### Nazionale
Ha vinto un oro olimpico a Sydney nel 2000, scendendo in campo solo nella semifinale vinta per 2-1 contro il Cile.

## Palmarès

### Nazionale
- Oro olimpico: 1

Sydney 2000